# Strongylosoma ecarinatum
Strongylosoma ecarinatum är en mångfotingart som beskrevs av Carl Graf Attems 1898. Strongylosoma ecarinatum ingår i släktet Strongylosoma och familjen orangeridubbelfotingar. Inga underarter finns listade i Catalogue of Life.